# Gongronema multibracteolatum
Gongronema multibracteolatum là một loài thực vật có hoa trong họ La bố ma. Loài này được P.T.Li & X.M.Wang mô tả khoa học đầu tiên năm 1987.